# Epacrocerus quadrivittatus
Epacrocerus quadrivittatus är en tvåvingeart som beskrevs av Hardy 1982. Epacrocerus quadrivittatus ingår i släktet Epacrocerus och familjen borrflugor. Inga underarter finns listade i Catalogue of Life.